# Lorenzo Lunar
Lorenzo Lunar, né en 1958 à Santa Clara à Cuba, est un écrivain cubain, auteur de roman policier et de littérature d'enfance et de jeunesse.

## Œuvre

### Romans

#### SérieLéo Martin
- Que en vez del infierno encuentres gloria (2003) Publié en français sous le titre Boléro noir à Santa Clara, Marseille, L'Atinoir, 2009  (ISBN 978-2-918112-09-9)
- La vida es un tango (2005) Publié en français sous le titre La vie est un tango, Jouy-le-Moutier, ILV éditions, 2011  (ISBN 978-2-35209-485-2) ; réédition, Paris, Asphalte, coll. « Fictions Asphalte », 2013  (ISBN 978-2-918767-35-0) ; réédition, Paris, Gallimard, coll. « Folio policier » no 771, 2015  (ISBN 978-2-07-045652-9)
- Usted es la cupable (2006) Publié en français sous le titre Tu es la coupable, Jouy-le-Moutier, ILV éditions, 2011  (ISBN 978-2-35209-448-7) ; réédition sous le titre Coupable vous êtes, Paris, Asphalte, coll. « Fictions Asphalte », 2015  (ISBN 978-2-918767-48-0)

#### Autres romans
- El último aliento (1995)
- De dos pingüé (2004)
- Polvo en el viento (2005)
- El preso de la celda “raíz cuadrada de 169” (2005)
- Ein bolero fur den kommisar (2006)
- El lodo y la muerte (2007)
- Olor a canela (2009)
- Pequeñas miserias cotidianas (2010)
- El asere ilustrado (2010)
- La casa de tu vida (2010)
- Confesiones (2011)
- Mundos de sombras (2012)
- La cabellera de Berenice (2012)

### Littérature d'enfance et de jeunesse
- Y comieron perdices (2011)
- Niña (2013)

### Autres ouvrages
- Enrique en la república de Labrador (2011)
- Viajero sin itinerarios (2011)

## Prix et récompenses
- Prix de la meilleure nouvelle policière 2005 de la Semana negra pour La Boue et la Mort[1]